# 郭平坦
郭平坦（1933年1月1日—2022年2月5日），男，台湾台南人，中华人民共和国政治人物，

1941年，郭家從台灣搬到日本神戶，

曾任中华人民共和国驻大阪总领事馆领事，中华全国台湾同胞联谊会副会长，第六届全国人大代表，第七、八届全国政协委员。、